# Jan Schröder
Jan Schröder (Koningsbosch, 16 giugno 1941 – Koningsbosch, 4 gennaio 2007) è stato un ciclista su strada e pistard olandese.
Professionista dal 1961 al 1968, tra i dilettanti colse due vittorie e partecipò a una edizione dei campionati del mondo.

## Palmarès
- 1961 (dilettanti)

Omloop der Kempen
- 1962 (dilettanti)

Ster van Zwolle

## Piazzamenti

### Competizioni mondiali
- Campionati del mondo

Berna 1961 - In linea Dilettanti:12º